# Volcán Chichinautzin
Volcán Chichinautzin är en vulkan i Mexiko.   Den ligger i delstaten Morelos, i den sydöstra delen av landet, 40 km söder om huvudstaden Mexico City. Toppen på Volcán Chichinautzin är 3 466 meter över havet, eller 375 meter över den omgivande terrängen. Bredden vid basen är 11,6 kilometer.
Terrängen runt Volcán Chichinautzin är huvudsakligen kuperad, men söderut är den bergig. Runt Volcán Chichinautzin är det tätbefolkat, med 276 invånare per kvadratkilometer. Närmaste större samhälle är Xochimilco, 18,9 km norr om Volcán Chichinautzin. I omgivningarna runt Volcán Chichinautzin växer huvudsakligen savannskog.